# 李秀山
李秀山（1914年—1984年1月11日），曾用名巴图，蒙古族，内蒙古呼和浩特市玉泉区小黑河镇茂林太村人。中国共产党高级领导干部。曾任内蒙古骑兵第十六师师长、内蒙古自治区粮食厅厅长兼党委书记。

## 生平
1929年考入北平蒙藏学校。1932年毕业后投靠德王的军事干部学生队。1935年在地下党员李森影响下，开始倾向革命。掩护了吉合等蒙古族地下党领导人。1939年根据党组织指示，帮助选送、掩护多批民族青年从李秀山所部把守的黄河渡口赴延安，包括李秀山的警卫员塔拉（后任内蒙古军区副司令员）。还多次为八路军大青山游击部队运送武器弹药。1940年任伪蒙古军第六师副官长，师部驻达拉特旗大树湾，第18团驻达拉特旗段家海子，与国民革命军新三师驻地新民堡相邻。地下党员寒峰、云蔚在新三师任职，成了八路军大青山部队、绥西地委的一条地下交通线。
1945年8月抗日战争胜利后，云继珍任师参谋长、李秀山任团长的蒙古军第6师第18团被国民党收编为新编第10路军（总司令李守信）第九师，在察素齐约七八十人起义投奔解放区，加上在包头起义的准格尔旗的齐文山、林国梁等，和新参军的总计三百余人，在集宁被编为内蒙古人民自卫军第二支队，云继珍为司令员，李秀山为参谋长。1946年1月1日在集宁玫瑰营子成立内蒙古人民自卫军骑兵独立旅，这是中国共产党领导的第一支蒙古族武装力量。旅长李秀山，副旅长李森兼党总支书记，政治部主任寒峰，参谋长云麟，供给部部长锐军。1946年10月，内蒙古自治运动联合会从张家口撤向锡盟大草原。1946年11月7日，乌兰夫在贝子庙主持召开了内蒙古党工委会议，成立中共锡察工委，内蒙古人民自卫军骑兵独立旅扩编为内蒙古人民自卫军骑兵第16师，李秀山出任师长，王铎任政委，刘景平、寒峰任副政委，墨志清任政治部主任，云麟任参谋长，葛瓦任副参谋长。李秀山亲自指挥把哗变队伍一举缴械。1949年4月任内蒙古军区供给部部长。
中华人民共和国成立后，任内蒙古自治区人民政府交通部副部长。1954年5月任呼伦贝尔盟副盟长。1957年2月任内蒙古自治区商业厅副厅长，内蒙古自治区供销合作社联合社副主任，内蒙古自治区粮食厅副厅长、厅长兼党委书记。1983年离休。